# 宿毛駅
宿毛駅（すくもえき）は、高知県宿毛市駅前町一丁目にある、土佐くろしお鉄道（TKT）宿毛線の駅である。同線の起点で、駅番号はTK47。
四国最南端・高知県最西端の駅であり、JRグループを除いた特急停車駅としては日本最南端でもある。

## 歴史

### 年表
- 1997年（平成9年）10月1日：土佐くろしお鉄道宿毛線の終着駅として開設[2][3]。駅舎は波形屋根が特徴。
- 2002年（平成14年）8月31日：駅レンタカー営業終了。
- 2005年（平成17年）
  - 3月2日：土佐くろしお鉄道宿毛駅衝突事故発生。
  - 8月22日：駅舎復旧工事が本格的に着工。
  - 10月28日：駅舎復旧工事完成。
  - 11月1日：営業再開、同時に宿毛線全線で運行再開[4]。

### 駅の位置
当初、現在の東宿毛駅を宿毛市の中心駅として予定し、愛媛県側への延伸も考慮した途中駅として計画されていたが、建設時に当駅は市中心部から西方に約1km程離れた現在地へ変更された。人口分布から見ればいささか不便と思われたが、市中心部と臨港部の片島地区の双方に便宜を図ったためとも言われる。そのため市中心部へは隣駅の東宿毛駅が近いが、当駅開設後周辺が俄かに発展し始め、逆にこれまでの市中心部が寂れるという現象が生じ始めている。
現駅舎は当駅より西方の城辺（愛媛県南宇和郡愛南町）・宇和島方面への路線延長を前提としない構造である。

## 駅構造
相対式ホーム2面2線（頭端式構造）を有する高架駅。レール終端部には車止めがあり、その先に設置されている2本のホーム連結部に駅舎1階に通じる階段及びエレベーターが設置されている。各ホーム有効長は1番のりばが5両編成対応112メートル、2番のりばが4両編成対応91メートルである。
夜間滞泊が設定されているが、特急列車は中村駅まで回送される。

### のりば
| のりば | 路線    | 行先                 | 備考                    |
| ------ | ------- | -------------------- | ----------------------- |
| 1・2   | ■宿毛線 | 中村・窪川・高知方面 | 特急は1番のりばより発車 |

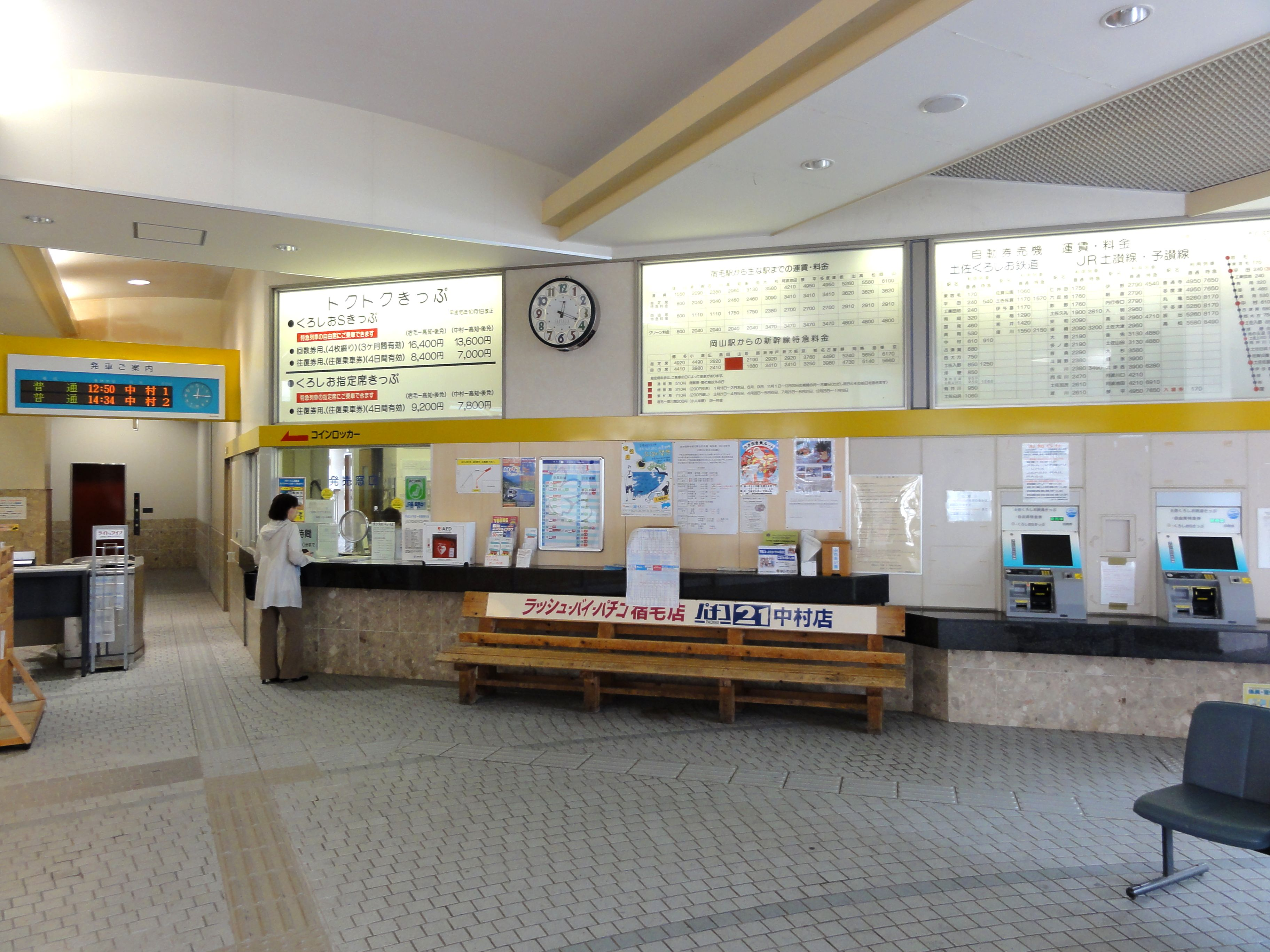
改札口と切符売り場（2012年5月）
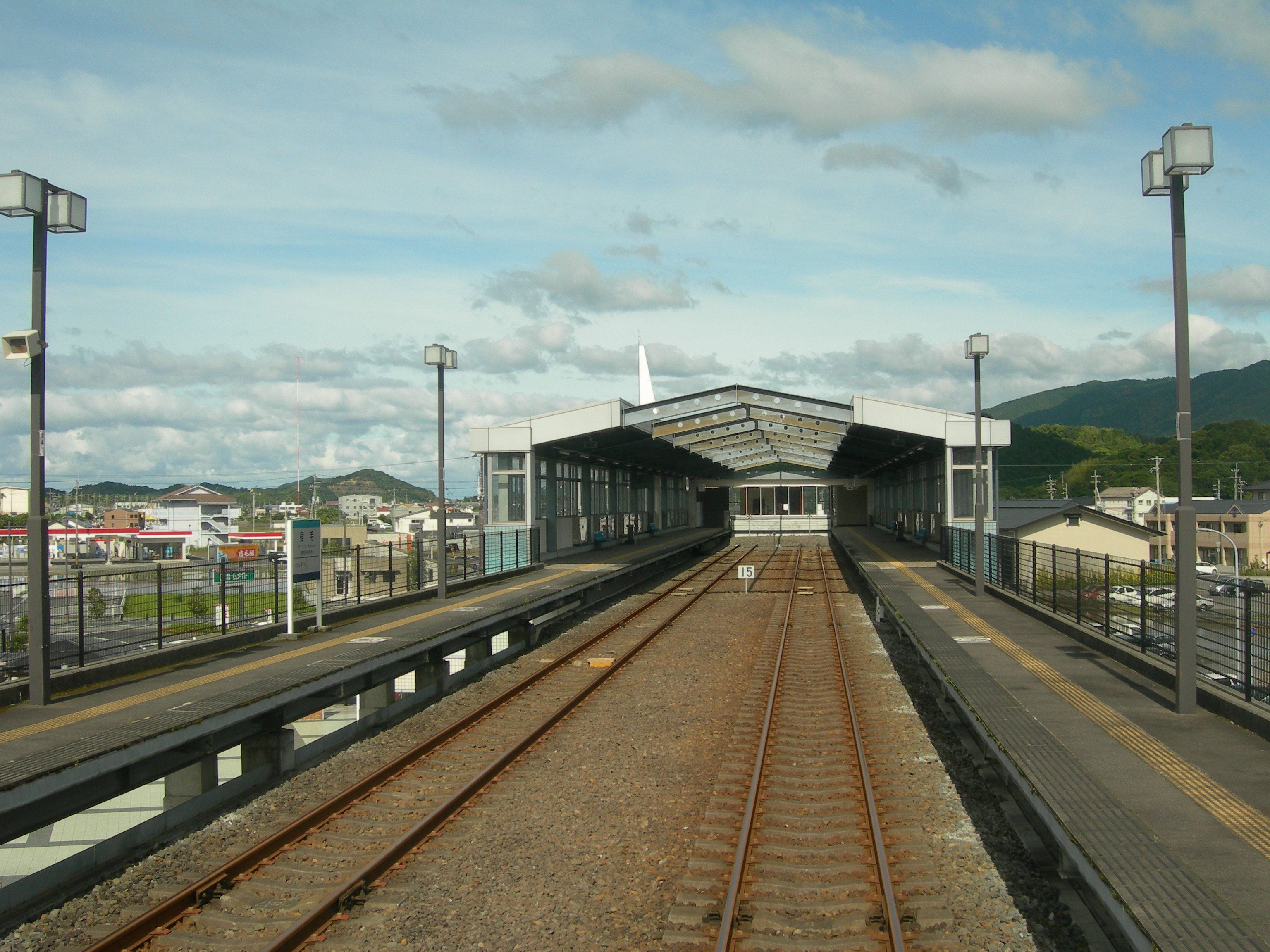
構内（2010年5月）
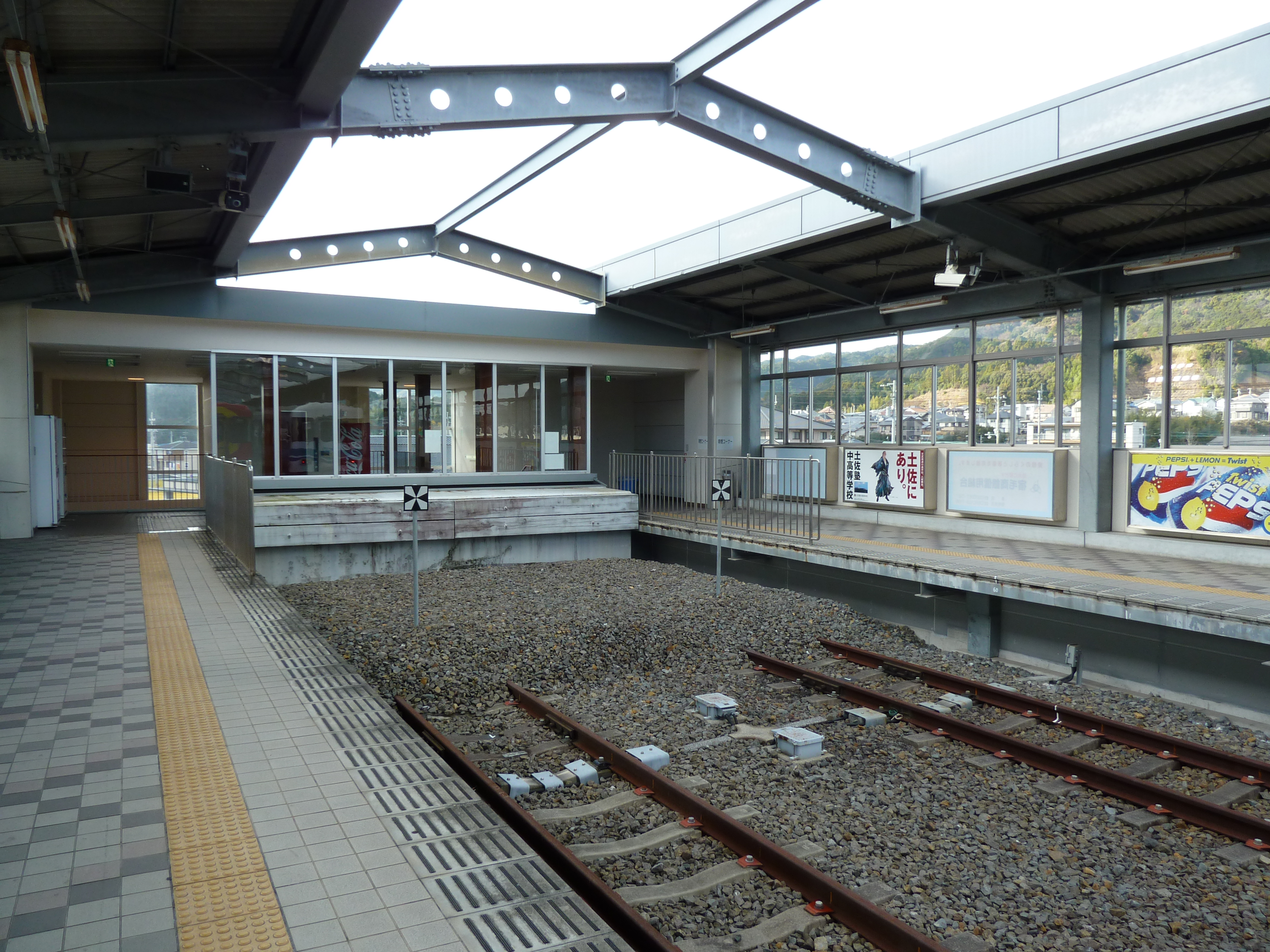
終端部の車止め（2011年1月）
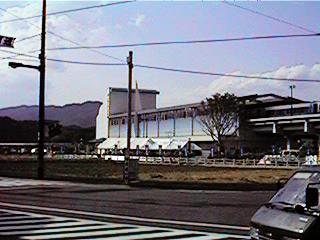
事故前の駅舎（2004年4月）

## 利用状況
近年の1日平均乗降人員の推移は以下の通り。
| 乗降人員推移 | 乗降人員推移 |
| 年度         | 1日平均人数  |
| ------------ | ------------ |
| 2011年       | 472          |
| 2012年       | 441          |
| 2013年       | 484          |
| 2014年       | 521          |
| 2015年       | 511          |
| 2016年       | 471          |
| 2017年       | 480          |
| 2018年       | 474          |
| 2019年       | 413          |

## 駅周辺

### 北口
- 高知県道7号宿毛城辺線
- 国道56号
- 宿毛市立中央保育園
- 宿毛貝塚（史跡）
- まなべ旅館
- コーナンホームストック宿毛店
- ディスカウントドラッグコスモス宿毛店
- エフワン宿毛店

### 南口
- 高知県道354号片島港線
- 国道321号
- 松田川
- 高知県幡多土木事務所宿毛事務所
- 宿毛市総合社会福祉センター
- 四国銀行宿毛支店・御荘支店
- 高知銀行宿毛支店（2015年4月13日に宿毛西支店から名称変更[7]）
- ホテルアバン宿毛
- ホテルマツヤ
- フジ宿毛店
- ベスト電器宿毛店
- ヤマダデンキテックランド宿毛店
- ドラッグササオカ宿毛店
- くすりのレデイ宿毛店
- ファッションセンターしまむら宿毛店

## バス路線

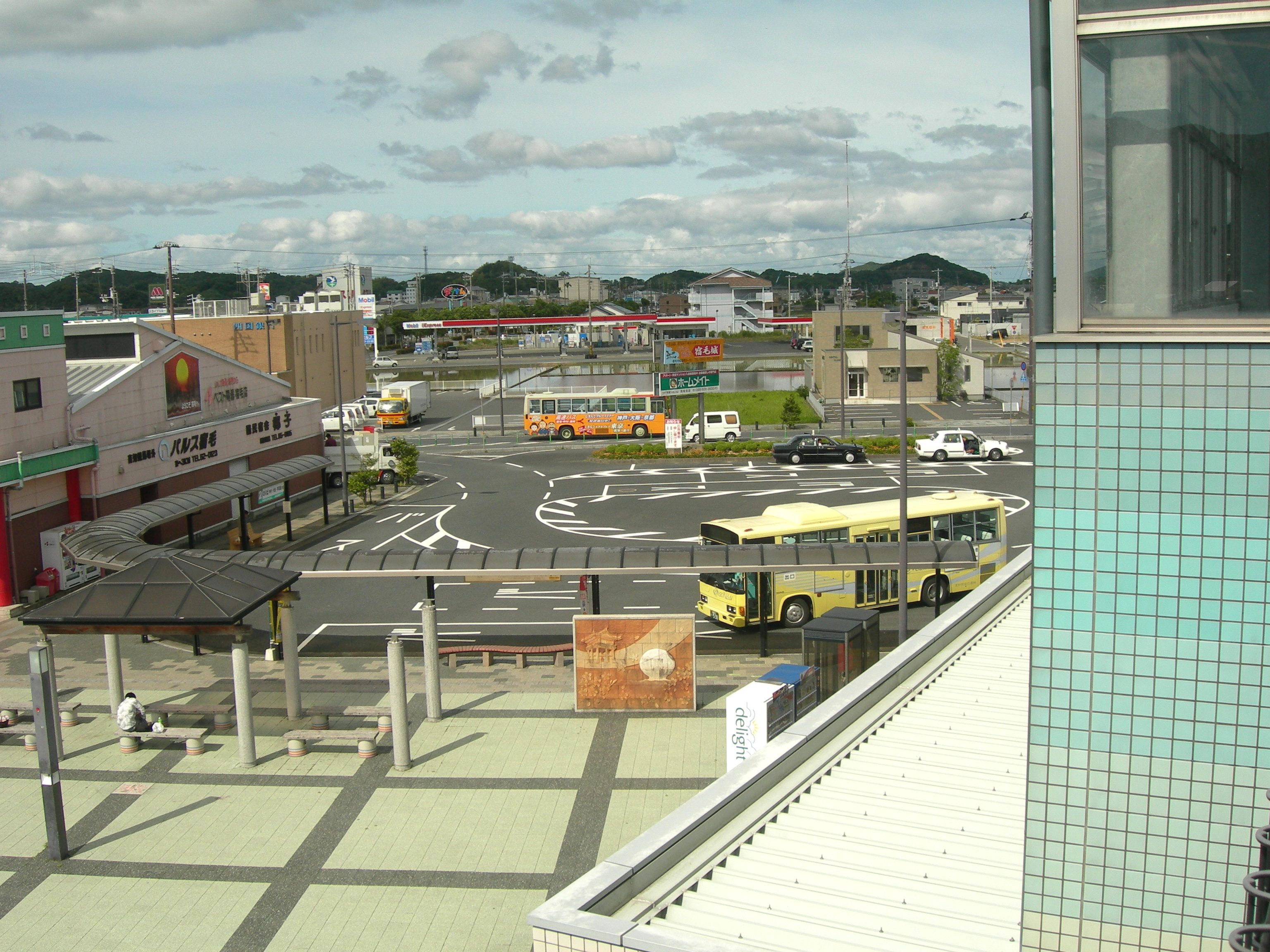
バス乗降場

駅南口にバス乗降場（ロータリー）がある。

### 一般路線バス
- 御荘・宇和島方面（宇和島自動車）
- 以下は全て高知西南交通のバス路線
  - 片島岸壁行
  - 中村駅行
  - ふれあいパーク大月・小才角・清水バスセンター経由清水プラザパル前行

### 高速バス
- しまんとブルーライナー〔神戸三宮・大阪（梅田・なんば・あべの橋）・京都方面；高知西南交通・近鉄バス〕
- しまんとエクスプレス〔新宿（新宿駅西口・バスタ新宿）方面；高知西南交通・小田急ハイウェイバス〕※お盆・年末年始のみ運行

## 隣の駅
土佐くろしお鉄道
■宿毛線
- 特急「あしずり」・「しまんと」発着駅

■普通
東宿毛駅 (TK46) - 宿毛駅 (TK47)